# Capitala Europeană a Tineretului

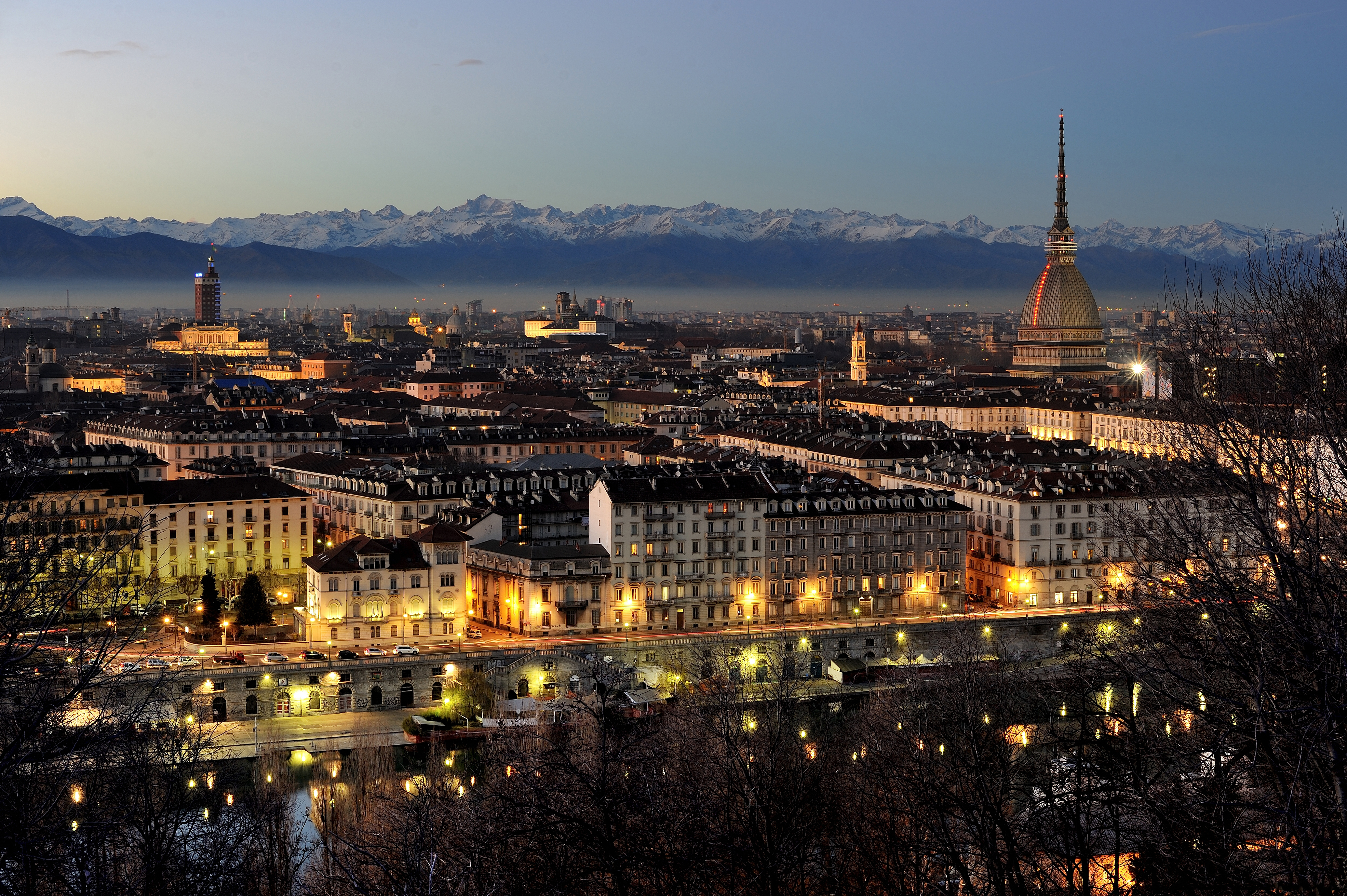
Torino (2010)

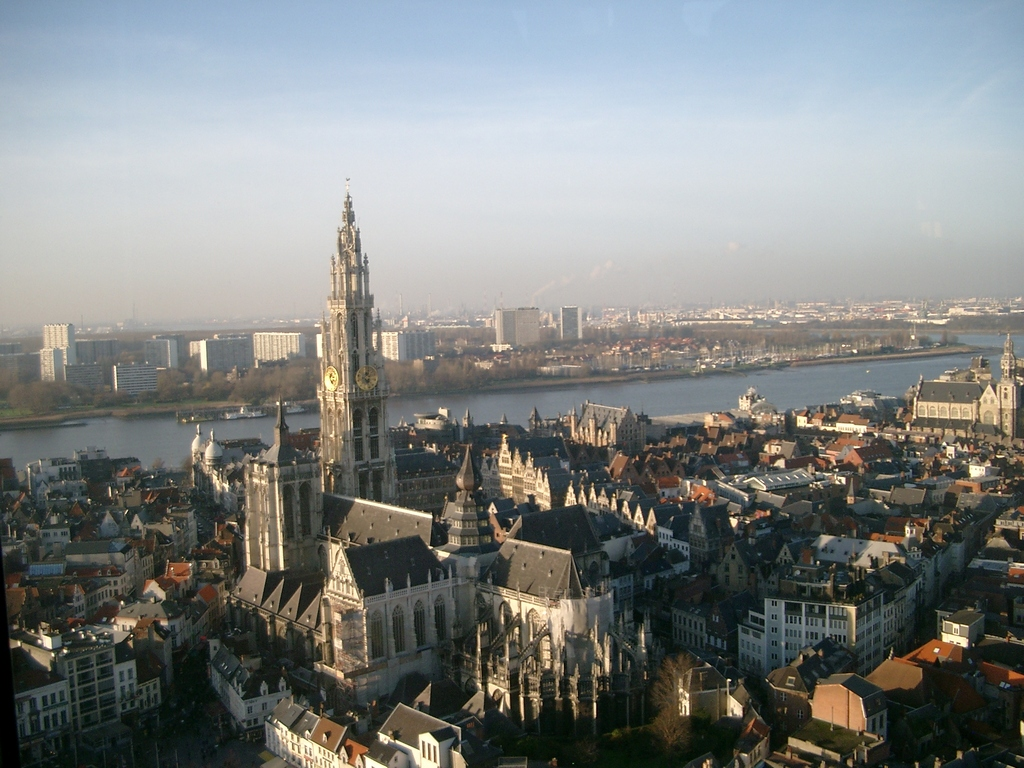
Anvers (2011)

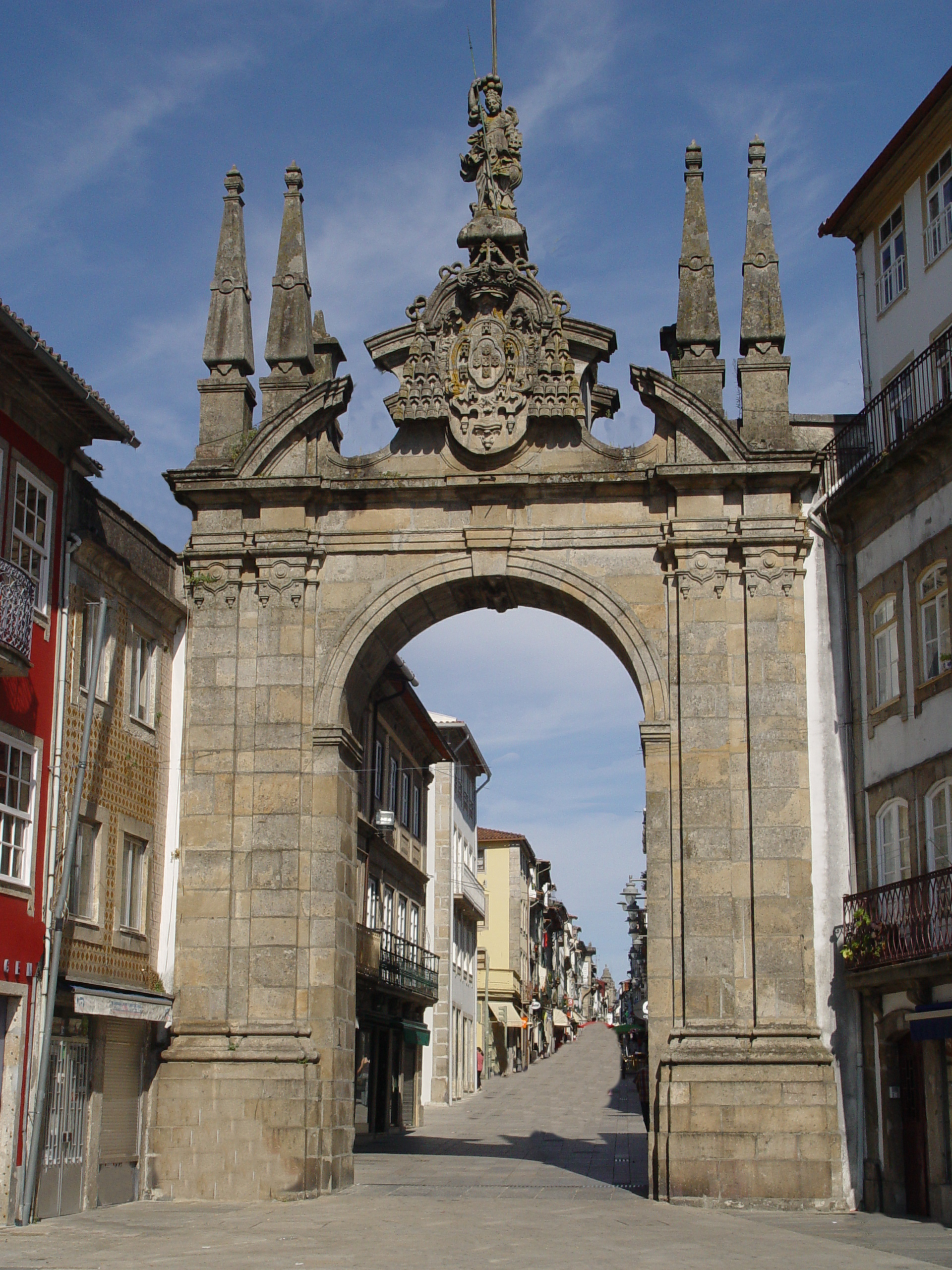
Braga (2012)

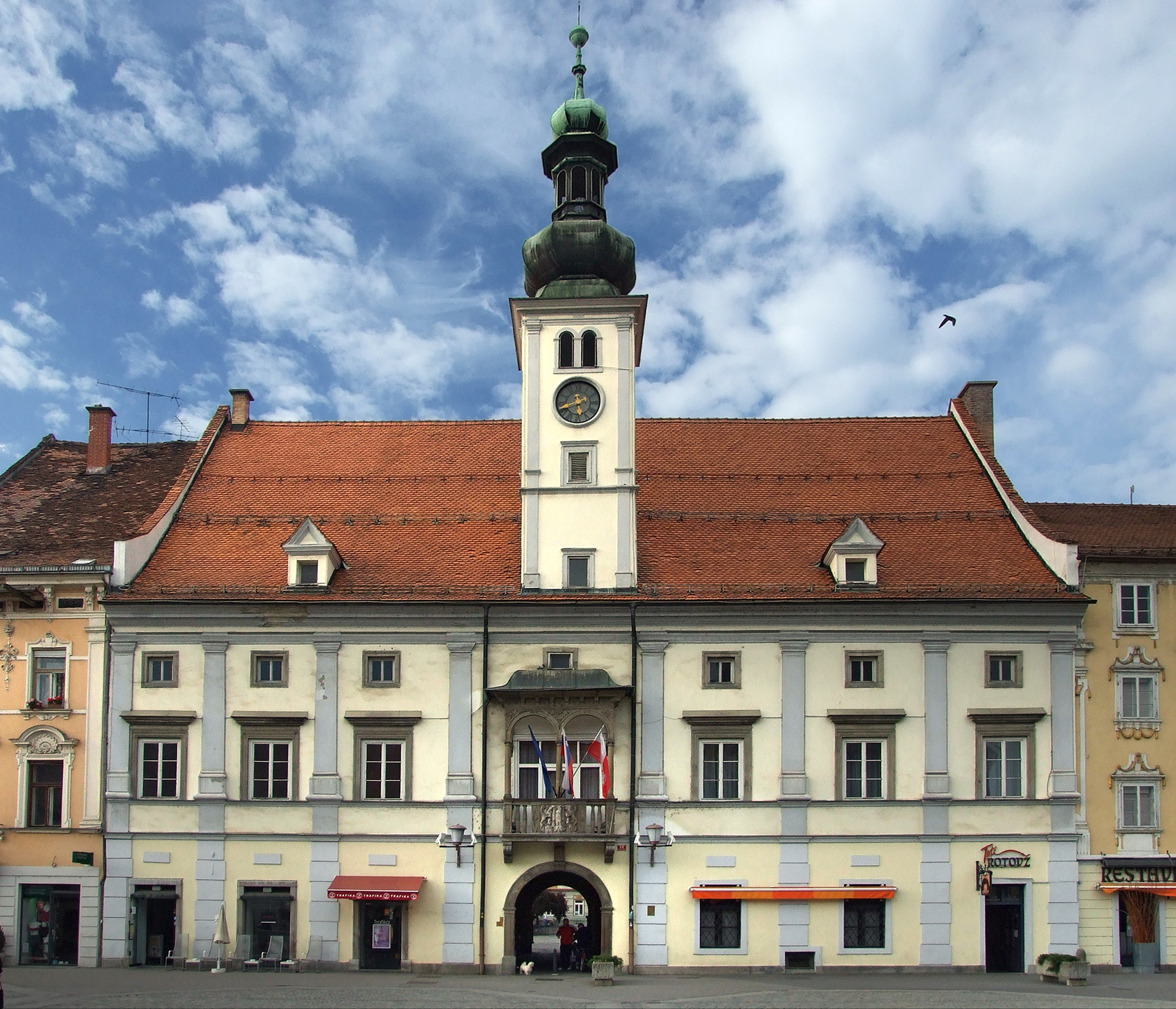
Maribor (2013)

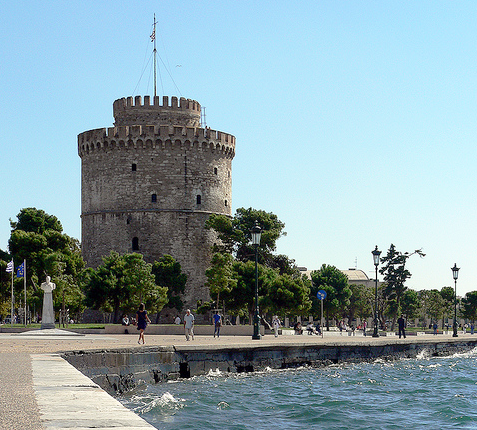
Salonic (2014)

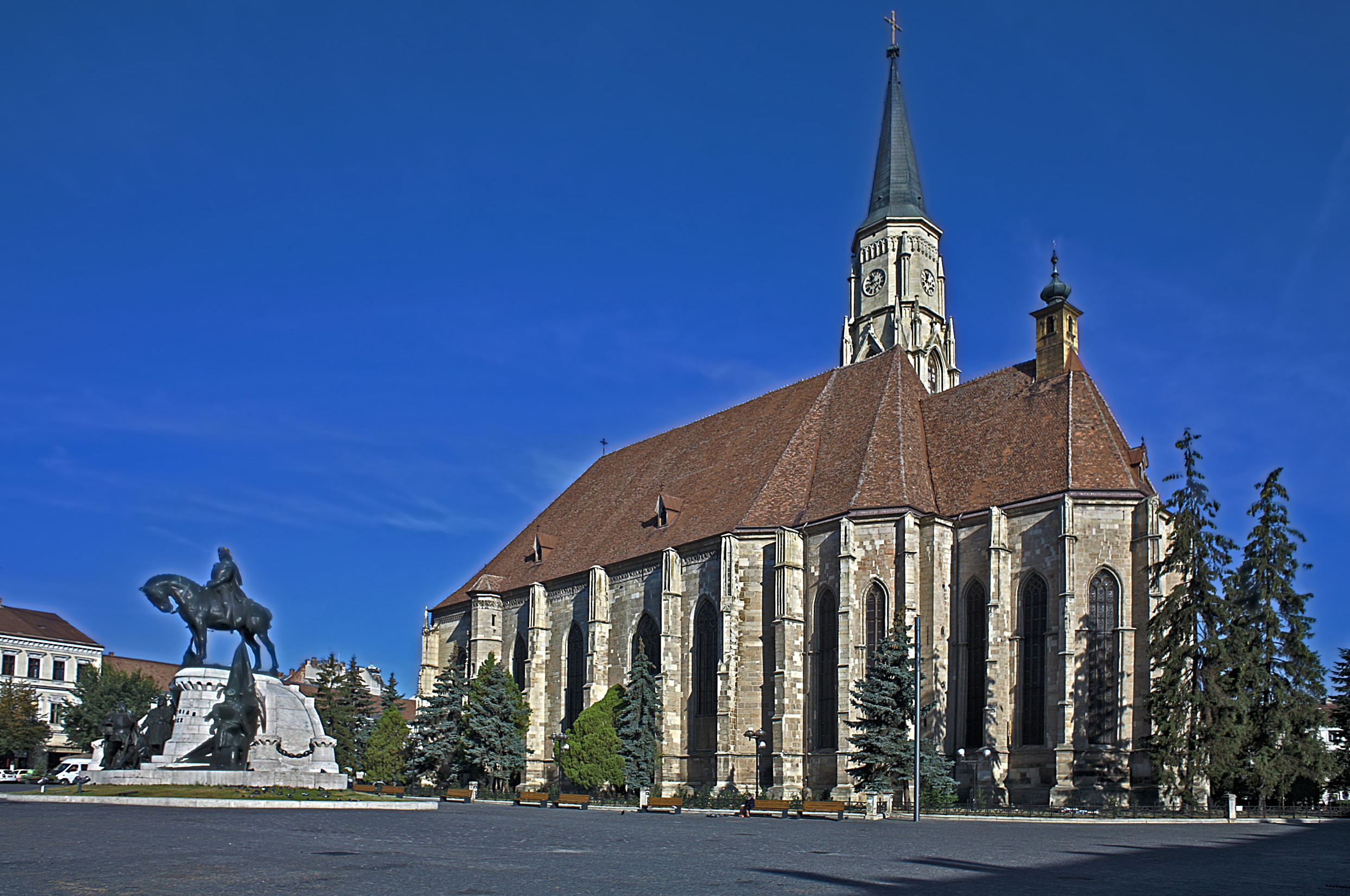
Cluj-Napoca (2015)

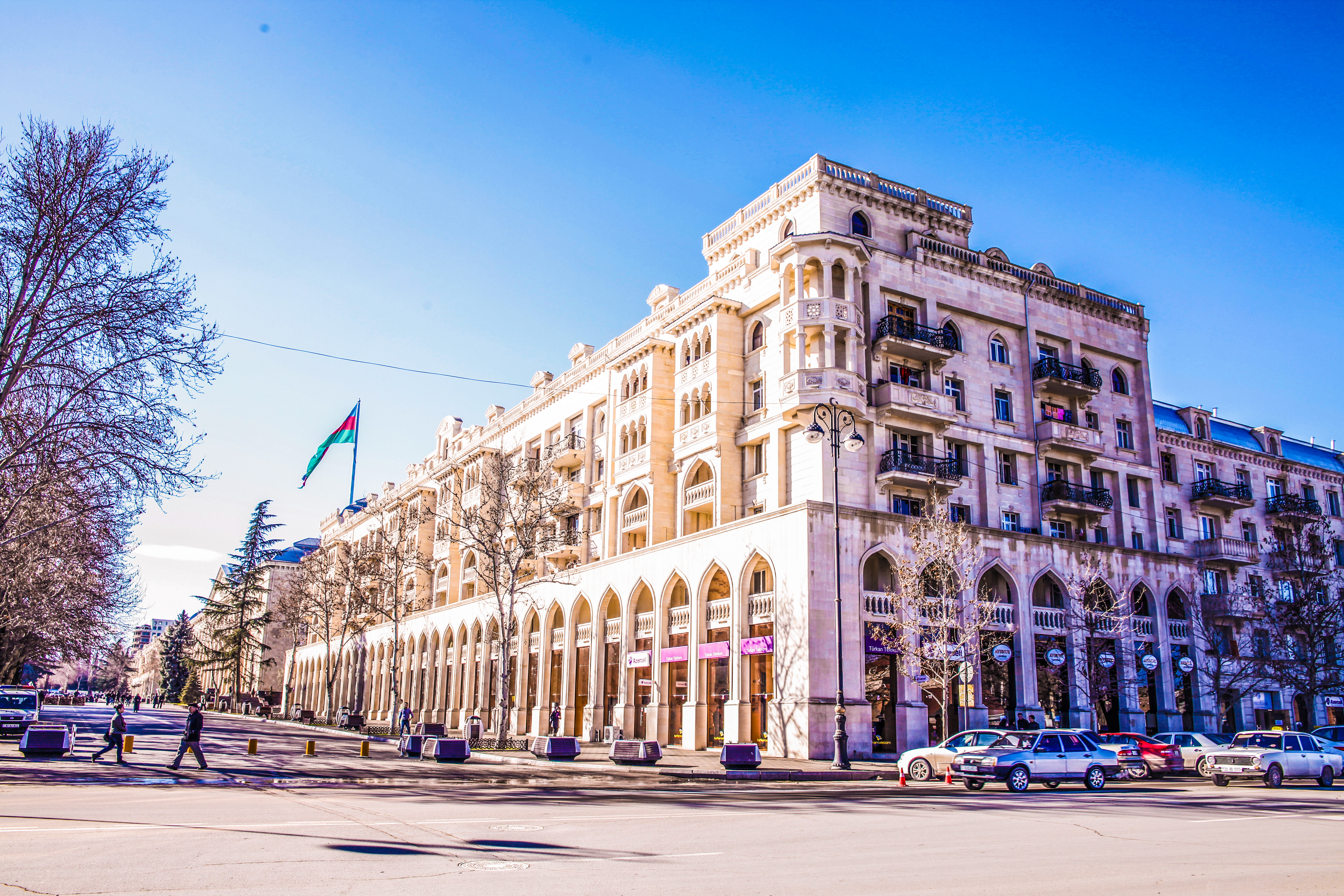
Gandja (2016)

Capitala Europeană a Tineretului (abreviat EYC) este titlul acordat unui oraș european pentru o perioadă de un an, în timpul căruia i se dă șansa să manifeste, prin intermediul unui program cu multe fațete, viața și dezvoltarea culturală, socială, politică și economică a tineretului. Capitala Europeană a Tineretului este o inițiativă a Forumului Tineretului European, iar prima capitală a fost aleasă în 2009. Din 2014, Congresul Autorităților Locale și Regionale al Consiliului Europei este un partener oficial al proiectului Capitală Europeană a Tineretului. Capitala actuală, pentru anul calendaristic 2023, este Lublin.

## Capitalele
| An   | Oraș        | Țară          | Note |
| ---- | ----------- | ------------- | --- |
| 2009 | Rotterdam   | Țările de Jos | |
| 2010 | Torino      | Italia        | |
| 2011 | Anvers      | Belgia        | |
| 2012 | Braga       | Portugalia    | Info |
| 2013 | Maribor     | Slovenia      | Info |
| 2014 | Salonic     | Grecia        | Info finaliști: Ivanovo, Heraklion, alți candidați: Barcelona, Perm, Konya, Trabzon                         |
| 2015 | Cluj-Napoca | România       | Info finaliști: Ivanovo, Vilnius, Varna alți candidați: Katowice, La Laguna, Badajoz, Gandja, Lecce și Perm |
| 2016 | Gandja      | Azerbaijan    | alți candidați: Varna, Vilnius, La Laguna și Badajoz                                                        |
| 2017 | Varna       | Bulgaria      | alți candidați: Cascais, Galway, Newcastle și Perugia                                                       |
| 2018 | Cascais     | Portugalia    | alți candidați: Kecskemét, Manchester, Novi Sad și Perugia                                                  |
| 2019 | Novi Sad    | Serbia        | alți candidați: Amiens, Derry/Strabane, Galway, Manchester și Perugia                                       |
| 2020 | Amiens      | Franța        | alți candidați: Chișinău, Klaipėda, Timișoara și Villach                                                    |
| 2021 | Klaipėda    | Lituania      | alți candidați: Chișinău, Nicosia, Varaždin și Yaroslavl                                                    |
| 2022 | Tirana      | Albania       | alți candidați: Baia Mare, Kazan, Poznań și Varaždin                                                        |
| 2023 | Lublin      | Polonia       | alți candidați: Baia Mare, Kazan, Poznań, İzmir și Lviv                                                     |
| 2024 | Gent        | Belgia        | alți candidați: Chișinău, Lviv și Veszprém                                                                  |
| 2025 | Lviv        | Ucraina       | alți candidați: Fuenlabrada, Izmir și Tromsø                                                                |
| 2026 | Tromsø      | Norvegia      | alți candidați: Izmir, Málaga, Sarajevo și Vila do Conde                                                    |